# Бобровицька сотня
Бобровицька сотня — адміністративно-територіальна та військова одиниця Київського полку у добу Гетьманщини з центром у містечку Бобровиця.

## Історія
Як козацький підрозділ сформувалася, ймовірно, 1651 року на межі з Ніжинським полком. Уперше згадана як військово-адміністративний підрозділ Київського полку у присяжних списках 1654 року. За весь час існування перебувала у його складі. 1658 року до неї приєднано Заворицьку сотню. Ліквідована з запровадженням намісництв і повітів у 1782 році. Територія Бобровицької сотні була розділена між Козелецьким (більша частина сотні) та Остерським повітами Київського намісництва.

## Власники
Гетьман Іван Мазепа Універсалом від 25 січня 1708 р. надав київському полковникові Федорові Коровці-Вольському Бобровицьку сотню та інші маєтності, раніше належні до уряду Київського полку (попереднім полковникам). 1730 року київський полковник Антон Танський у листі до намісника Свято-Михайлівського Видубицького монастиря написав:

... Бобровицкая сотня со всѣми селами и деревнями и к оной принадлежащие всѣ угодии на полковников киевских на уряд полковничий здавна надлежала, и я на полковницство киевское уступивши, мѣстечком Бобровицею и прислушающими к оному селами и деревнями и полями и сѣнокосами владѣл, а когда на село Ярославку у покойного гетмана Скоропадского в послушание к обители Сто-Михайловской Видубицкой універсал виправили, в ту пору розограничене чинячи, бобровицкие поля и сѣнокоси вишписанние к селу Ярославцѣ отошли без вѣдома моего и старшини полковой киевскойй, а для розограничення с полку Переяславского людей затягали, и таковое розограниченне здѣлалося не подлуг надлежащого права, чого и дѣлать всячески било не надлежало.

## Населені пункти
Населені пункти в 1750–1769 pp.: Бервиці, село; Бобровиця, містечко; Браниця, село; Заворичі, село; Лукашівка, село; Макарівка, село; Марківці, село; Мокреці, село; Мостища, село; Опанасівський, хутір; Рудківка, село; Сухинка, село; Хомівці, село; Яворський, хутір; Ярославка, село.

## Сотенна старшинаБобровецької сотні[7][8]

### Сотники
| - Міщенко Іван (1649) - Маковій Іван (?–1660–1666) - Коробка Онисим (1666–1669–?) - Кальницький Гнат Федорович (?–1672–1682) - Биченко Хома (?–1682–?) - Микитенко Федір (1687, нак.) - Виридарський Григорій (?–1690–?) - Бичок Павло (?–1695–?) - Наливайко Семен (?–1697–?) | - Бичок Прокіп (?–1699–?) - Хенцинський Михайло Степанович (?–1700–?) - Солонина Петро Якович (?–1706–?) - Зорка - Хенцинський Михайло Степанович (?–1709–1711–?) - Косташ Костянтин Васильович (1714–1739) - Журба Роман (1739–1740, нак.; 1740–1743), - Косташ Матвій Костянтинович (1752–1770) - Косташ Олександр Матвійович (1770–1782) |

### Писарі
- Шиляревський Йосип (?–1741)
- Бельчевський Самійло (1741–1746–?)
- Голуб Іван (?–1749)
- Шостка Стефан (1749–?)
- Крапивка Іван (?–1754–?)
- Ілляшенко Кирило (?–1765–?)
- Вожаков Степан (1771–1779–?)

### Осавули
- Ярошенко (?–1770)
- Черниченко Василь (1771–1779–?)

### Хорунжі
- Кузьменко Стефан (?–1711–?)
- Іван (1741),
- Хорошенко (?–1770),
- Дем'яненко Сава (1771–1773)
- Гребеножка/Гребиновський Семен (1774–1779–?)

### Городові отамани
- Михайлович Гаврило (?–1676–?)
- Опришко Михайло (?–1693–?)
- Дроб'язко Сахно (?–1695–1697–?)
- Хведюк Охрім (?–1711–?)
- Колос Іван (?–1741–1746–?)
- Голуб Іван (?–1749)
- Носач Григорій (?–1749–?)
- Рубан Андрій (?–1753–1759–?)
- Єрохович Микита (1765–1772–1779–?)

## Опис Бобровицької сотні
За описом Київського намісництва 1781 року наявні наступні дані про неселені пункти та населення Бобровицької сотні напередодні ліквідації:
| Села, селища, хутори Бобровицької сотні                   | Дворян і шляхетства | Різночинців | Духовенства | Церковників | Греків | Хат              | Хат                   | Хат   | Хат                                        | Хат                                                           | Всього | Всього                             |
| Села, селища, хутори Бобровицької сотні                   | Дворян і шляхетства | Різночинців | Духовенства | Церковників | Греків | козаків виборних | козаків підпомічників | міщан | посполитих коронних, у тому числі рангових | посполитих власницьких, різночинських і козацьких підсусідків | хат    | за останньою 1764 року ревізії душ |
| --------------------------------------------------------- | ------------------- | ----------- | ----------- | ----------- | ------ | ---------------- | --------------------- | ----- | ------------------------------------------ | ------------------------------------------------------------- | ------ | ---------------------------------- |
| Відійшли до Козелецького повіту (Київського намісництва): |                     |             |             |             |        |                  |                       |       |                                            |                                                               |        |                                    |
| містечко Бобровиця                                        | 6                   | 6           | 1           | 3           | —      | 143              | 324                   | —     | 6                                          | 72                                                            | 545    | —                                  |
| селище Лукашівка                                          | —                   | —           | —           | —           | —      | 6                | 2                     | —     | 2                                          | 8                                                             | 18     | —                                  |
| селище Макарівка                                          | —                   | —           | —           | —           | —      | —                | —                     | —     | —                                          | 28                                                            | 28     | —                                  |
| село Руднівка                                             | —                   | 2           | 2           | 2           | —      | 49               | 29                    | —     | —                                          | 124                                                           | 202    | —                                  |
| селище Хомівці                                            | —                   | 1           | —           | —           | —      | —                | 1                     | —     | —                                          | 8                                                             | 9      | —                                  |
| селище Хомівці                                            | —                   | 1           | —           | —           | —      | —                | 1                     | —     | —                                          | 8                                                             | 9      | —                                  |
| селище Сухиня                                             | —                   | —           | —           | —           | —      | 9                | 12                    | —     | —                                          | 27                                                            | 48     | —                                  |
| село Марківці                                             | —                   | —           | 1           | 2           | —      | 16               | 36                    | —     | 4                                          | 34                                                            | 90     | —                                  |
| село Мостище                                              | —                   | 2           | 1           | —           | —      | —                | 5                     | —     | —                                          | 94                                                            | 99     | —                                  |
| селище Хутір Опанасів                                     | —                   | —           | —           | —           | —      | —                | —                     | —     | —                                          | 24                                                            | 24     | —                                  |
| селище Мокрець                                            | 1                   | 1           | —           | —           | —      | 23               | 22                    | —     | —                                          | 16                                                            | 61     | —                                  |
| село Ярославка                                            | —                   | 3           | 3           | 2           | —      | 65               | 41                    | —     | —                                          | 120                                                           | 226    | —                                  |
| село Браниця                                              | 1                   | 2           | 2           | 2           | —      | 70               | 170                   | —     | 2                                          | 31                                                            | 273    | —                                  |
| 1. хутір судді земського Катеринича                       | —                   | —           | —           | —           | —      | —                | —                     | —     | —                                          | 3                                                             | 3      | —                                  |
| 2. хутір Києво-Печерської лаври                           | —                   | —           | —           | —           | —      | —                | —                     | —     | —                                          | 1                                                             | 1      | —                                  |
| 3. хутір Томки полковниці Забѣлиної                       | —                   | —           | —           | —           | —      | —                | —                     | —     | —                                          | 2                                                             | 2      | —                                  |
| Разом у частині сотні Бобровицької:                       | 8                   | 17          | 10          | 11          | —      | 381              | 642                   | —     | 14                                         | 592                                                           | 1629   | 4224                               |
| Відійшли до Остерського повіту (Київського намісництва):  |                     |             |             |             |        |                  |                       |       |                                            |                                                               |        |                                    |
| село Заворичі                                             | 2                   | 3           | 1           | 2           | —      | 17               | 41                    | —     | —                                          | 78                                                            | 136    | —                                  |
| селище Бервиця                                            | —                   | —           | —           | —           | —      | —                | 1                     | —     | 15                                         | 1                                                             | 17     | —                                  |
| Разом у частині сотні Бобровицької:                       | 2                   | 3           | 1           | 2           | —      | 17               | 42                    | —     | 15                                         | 79                                                            | 153    | 537                                |
| Всього у сотні Бобровицькій                               | 10                  | 20          | 11          | 13          | —      | 398              | 684                   | —     | 29                                         | 671                                                           | 1782   | 4761                               |